# Kanalbanner

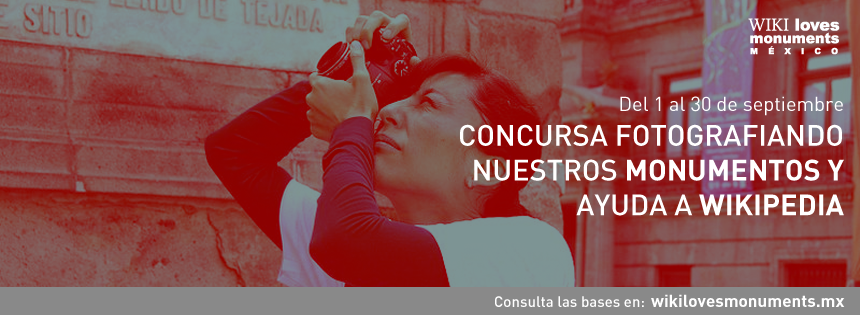
Beispiel eines Kanalbanners

Ein Kanalbanner (auch Titelbild) ist ein grafisches Gestaltungselement, das vor allem auf Plattformen wie Facebook, Flickr, Twitch, YouTube oder anderen sozialen Netzwerken im Internet verwendet wird, um den visuellen Auftritt eines Kanals, einer Benutzerseite bzw. Gruppenseite zu personalisieren. Es handelt sich dabei um ein großformatiges Bild, das prominent im oberen Bereich im Format eines Banners angezeigt wird und oft als Visitenkarte dient. Es trägt neben dem Profilbild zur Identität bei, kommuniziert wichtige Informationen und spielt eine entscheidende Rolle bei der Darstellung auf digitalen Plattformen.